# Sarah Michelle
Ne doit pas être confondu avec Sarah Michelle Gellar.
 (août 2013).
 (mars 2013).
Si vous disposez d'ouvrages ou d'articles de référence ou si vous connaissez des sites web de qualité traitant du thème abordé ici, merci de compléter l'article en donnant les références utiles à sa vérifiabilité et en les liant à la section « Notes et références ».
Sarah Michelle (née Sarah Annie Michèle Gotrot le 2 janvier 1994 à Épernay, dans la Marne) est une chanteuse et animatrice française. Elle commence sa carrière de chanteuse dans le groupe Kidtonik en 2008. En 2009, elle commence parallèlement une carrière solo.

## Biographie

### Enfance et débuts
Elle est la fille unique d'une mère enseignante et d'un père agent de la SNCF. Passionnée de danse et de karaté, c'est toute petite que Sarah commence à chanter et à l'âge de 10 ans qu'elle monte sur scène. Après avoir fait des concours de chant, elle passe un casting organisé par Canal J qui consiste à chercher des jeunes enfants qui chantent pour qu'ils puissent enregistrer des disques. Mais pour cela, il faut que celui ou celle qui veut être admis ai une bonne note de la part des téléspectateurs. Sarah a donc chanté sur la scène de IAPIAP Lola, une chanson du groupe Superbus. Après avoir reçu des notes positives de la part des votants[réf. souhaitée], elle a donc intégré le second groupe que la chaîne a produit, les Kidtonik, elle n'a alors que 14 ans. Le chant n'est pas sa seule passion : elle fait aussi du karaté à haut niveau.

### Kidtonik
Formé en 2008, ce groupe fut célèbre grâce à leurs chansons électro-pop, utile pour danser la tecktonik, danse populaire cette année-là. Ils ont sorti leur premier single Aller plus loin qui est resté au top 50 pendant 28 semaines, où ils furent quatrième et vendirent de ce disque 70 330 exemplaires (68 100 exemplaires vendus + 2 230 téléchargements). Depuis ce succès, ils sortent Left and Right qui est resté pendant 26 semaines au top 50 et furent cette fois-ci sixième et fut vendus 24 000 exemplaires environ. Leur troisième single Jusqu'au bout fut septième du classement, est resté pendant 24 semaines et fut vendus 20 000 exemplaires environ. Le mégamix qui est un medley des trois tubes du groupe, est resté 22 semaines, fut onzième et vendu à 11 000 exemplaires. Le premier album des Kidtonik Aller plus loin, sorti le 27 octobre 2008, fut vendu à 19 000 exemplaires en France.

### Carrière solo
Très vite, bien que la popularité du groupe ne s'est pas estompée, les producteurs des Kidtonik propose à Sarah d'enregistrer un album solo, ce qu'elle accepte. À ce moment-là, elle aura comme pseudo son premier et troisième prénom : Sarah Michelle. Elle sera cataloguée comme la nouvelle lolita qui succédera à Lorie, Alizée et Priscilla. Elle sera comparée à Britney Spears plus jeune et sera aussi mis en compétition avec d'autres jeunes chanteuses telles que Lylloo, et Sara, une jeune chanteuse sponsorisé par Disney Channel. En juin 2009, elle apparaît dans le magazine pour ados Star Club (no 259). On y apprend qu'elle rêve de devenir actrice, styliste de mode, et de faire un duo avec Enrique Iglesias. Son tube Je Veux Vivre aura même sa propre fiche chanson (n°2 472) dans le magazine.

### Vivre(2009-2010)
Le premier album de Sarah Michelle Vivre, qui prend un virage électro-pop et R&B, fut sorti le 27 avril 2009 tout comme le lead single Je veux vivre. Sarah a 15 ans à ce moment-là. L'album n'a fait que de timides entrées au top album mais fut vendu à 20 000 exemplaires environ.
Je veux vivre, le premier single en solo de Sarah Michelle, eu un bon succès dans les charts français. Alors que la tecktonik commençait à se démoder, la chanson en reprend quand même toutes les caractéristiques musicales. La chanson aborde l'envie de vivre mais dans le texte se trouvent des artistes, des personnages et des séries tendances de la génération telles que Britney Spears, Madonna, Jack Sparrow ou encore la série Heroes. Le single fut vendu en France à plus de 10 000 exemplaires.
Ma Besta, second single de Sarah apparu le 17 août, n'eut pas le même succès que son prédécesseur, il se classera quand même à la 24ème place des charts. Le troisième single de l'album Vivre est Sourire. Bien que le morceau soit plus recherché et plus engagé que les autres, il n'obtiendra qu'une 49ème place.

### Carrière d'animatrice
De 2009 à juin 2011, Sarah anime une émission musicale pour enfants Kids 20, sur une autre chaîne pour les jeunes : Télétoon. Cette émission anime un classement de chansons de la vingtième à la première place, classement fait par le vote des internautes. Avant de la présenter, Sarah a été plusieurs fois première avec son groupe Kidtonik. Depuis qu'elle anime cette émission, ses trois premiers tubes en solo prennent la première place. Voulant passer son bac, elle est remplacée par la chanteuse Caroline Costa.

### Reformation des Kidtonik
Deux ans après la sortie de leur premier album Aller plus loin, les Kidtonik sont de retour. En effet, leur nouvel album No limit sorti le 1er mars, promu par le premier single extrait Traverser la nuit. Beaucoup auraient pensé que Sarah Michelle aurait quitté le groupe à la suite de l'ouverture de sa carrière solo cependant, elle y reste fidèle. No limit n'aura malheureusement pas le même succès que son prédécesseur (2 000 exemplaires vendus). Après Traverser la nuit (4 000 exemplaires vendus environ), le prochain single fut Hey (2 900 exemplaires vendus environ).

### Notre amitié(2010)
En novembre 2010, elle réalisa son deuxième album, différent du premier, plus rétro et inspiré des années 1980. Le lead single Notre amitié est chanté en duo avec Mariam Rahmani, gagnante du concours Mission Duo animé par Kids 20, qui, grâce à cela, a pu chanter en duo avec Sarah Michelle et apparaître dans le clip vidéo. L'album de sept titres portant le même nom que le premier single, ne s'est écoulé qu'à moins de 150 exemplaires.

### Premier retour en 2015-16
Sarah annonce en mai 2015 qu'elle est redevenue active, et lancera son prochain album en 2015
Avec le PBC et Your Label. Bien que le premier single de son nouvel album devait sortir au printemps 2015, il ne verra le jour que plus tard. En effet, Sarah Michelle semble être dans la controverse avec son producteur et ses comptes Twitter et Facebook demeurent inactifs. 
Sarah Michelle sort son tout nouveau single Tic Toc le 1er février 2016.

### Nouveau retour et changement de nom de scène
En 2025, elle relance sa carrière sous un nouveau nom d'artiste "SAM" en référence à
ses trois premiers prénoms. Elle a sorti sous ce nom une chanson appelé Idiot en collaboration avec Allen B en 2023. Son nouveau single En vue, tourné à Ney York, est sorti le 30 mai 2025,.

## Discographie

### Singles
- 2009 : Je veux Vivre 11e des singles en France le 11 mai 2009
- 2009 : Ma Besta 24e des singles en France le 17 août 2009
- 2009 : Sourire 49e des singles en France le 23 novembre 2009
- 2009 : Kelim
- 2009 : J'aimerais (avec Kelim)
- 2010 : Notre amitié (avec Mariam Rhamani)
- 2011 : Casper, à l'école de la peur, générique du dessin animé éponyme.
- 2016 : Tic Toc
- 2017 : Nouveau départ (avec Allen B)
- 2017 : Somebody (avec Allen B)
- 2020 : Our song band (feat Tribu Arc en ciel)
- 2023 : Idiot (avec Allen B)
- 2025 : En vue